# ヤンキー文化
ヤンキー文化（ヤンキーぶんか）とは、日本国内において存在する集団の文化の形態のことを言う。

## 概要
ここでいう「ヤンキー文化」とは精神科医の斎藤環によって定義される事柄であり、『世界が土曜の夜の夢なら ヤンキーと精神分析』『ヤンキー化する日本』などの著書が存在している。ヤンキー文化の特徴として提唱されている事柄には、物事の解決は気合で行うなどといった事柄であり、そのためには体罰などといった事柄も積極的に行っていくということである。他のヤンキー文化の特徴というものには集団で物事を行い、自身の家族や仲間などといった人間を大切にするといった事柄が存在する。また、ディズニー好きである。
これらのようなヤンキー文化というのは日本の大部分に浸透しており、多くの日本人がこれに当てはまっているということであり、近年になってから多く取り上げられるようになっている言葉である絆というものは、ヤンキー文化に当てはまっているということである。政治の場面でも日本はヤンキー文化であるということであり、例えば選挙が行われる際には大声を張り上げた集会を行い、このことにより集まっている群衆に対して良いイメージを与えることができるということから、日本は統治をする方も統治をされる方もヤンキー文化であるということである。